# Khadija Ryadi
Khadija Ryadi (arabiska: خديجة الرياضي), född 1960 i Taroudannt i södra Marocko, är en marockansk aktivist i frågor om mänskliga rättigheter och feminism. Hon är före detta ordförande för marockanska föreningen för mänskliga rättigheter (AMDH). I december 2013 vann hon FN:s pris för mänskliga rättigheter.